# 德隆
德隆（1629年四月—1635年十月），是大越国后黎朝神宗黎维祺的第二个年号，共计7年。鄭主兼大元帥總國政為文祖清都王鄭梉。

## 纪年
| 德隆 | 元年   | 2年    | 3年    | 4年    | 5年    | 6年    | 7年    |
| 公历 | 1629年 | 1630年 | 1631年 | 1632年 | 1633年 | 1634年 | 1635年 |
| 干支 | 己巳   | 庚午   | 辛未   | 壬申   | 癸酉   | 甲戌   | 乙亥   |